# Oana Corina Constantin
Oana Corina Constantin, est une gymnaste aérobic roumaine, née le 12 novembre 1991 à Constanța.

## Palmarès

### Jeux mondiaux
- Jeux mondiaux de 2013, à Cali, (Colombie)
  -  Médaille d'or en Solo

### Championnats du monde
- 2012 à Sofia, Bulgarie
  - 4e en Solo

### Championnats d'Europe
- 2013 à Arques, France
  -  en Trio
  -  en Groupe
- 2011 à Bucarest, Roumanie
  -  en Solo
  -  en Groupe